# Philippe Gaulier
 (avril 2022).
Si vous disposez d'ouvrages ou d'articles de référence ou si vous connaissez des sites web de qualité traitant du thème abordé ici, merci de compléter l'article en donnant les références utiles à sa vérifiabilité et en les liant à la section « Notes et références ».
Philippe Gaulier (né le 4 mars 1943 à Paris) est un metteur en scène, clown, auteur dramatique et professeur de théâtre français. Il est le fondateur de l'École Philippe Gaulier.

## École Philippe Gaulier
Après avoir été élève, de 1965 à 1967, de l'École Internationale de Théâtre Jacques Lecoq, puis professeur dans ce même établissement, Philippe Gaulier fonde sa propre école de théâtre, qui porte son nom. Elle accueille chaque année à Étampes, en banlieue parisienne, des élèves venus du monde entier (35 pays sont représentés chaque année).

### Historique
- 1980 : création de l'école à Paris, dans le 17e arrondissement.
- 1991 : l'école est invitée à s'implanter à Londres par l'Arts Council of England. Prévu pour durer une année, ce séjour outre-Manche dure jusqu'en 2002. Durant ces onze années, l'école déménage plusieurs fois pour donner ses cours successivement à Highbury Islington, Kentish Town, puis finalement Cricklewood où une église, achetée pour l'occasion, sert de cadre aux cours et aux spectacles des élèves.
- 2002 : Philippe Gaulier revient à Paris. Il donne ses cours à Montreuil, à Sceaux, puis à Étampes, où l'école est actuellement implantée. Bien que de retour en France, l'école continue de donner ses cours en anglais, bien que chaque élève puisse y jouer dans sa langue maternelle[1].

### Enseignement
Philippe Gaulier est essentiellement connu pour son enseignement du clown et du bouffon. Néanmoins, l'école offre une grande diversité thématique, proposant des stages tels que :
- Le jeu
- Masque neutre
- Tragédie grecque
- Mélodrame
- Jeu masqué
- Shakespeare, Tchekhov
- Vaudeville
- Personnage
- Bouffon
- Clown
- Écriture et mise en scène

### Anciens élèves notoires
- Yolande Moreau
- Sacha Baron Cohen
- Emma Thompson
- Simon McBurney
- Orla Brady
- Julien Cottereau
- Jacques Laroche
- Mark Feuerstein
- Ágústa Eva Erlendsdóttir
- Victoria Pedretti

## Publications
Tous les livres de Philippe Gaulier ont été publiés aux éditions Filmiko.
- Lettre ou pas lettre
- Le Gégèneur (2007)  (ISBN 9782917343005)
- Le Gauche ou le Droit (2008)  (ISBN 9782917343012)
- Pièces pour bouffons (2008)